# Ideell skada
Ideell skada är en skada som man inte kan värdera ekonomiskt. Detta står i motsats till ekonomisk skada, där man förlorar ett föremål eller tjänst som kan ersättas med ett visst värde.

## Svensk lagstiftning
I Sverige kan man få skadestånd för vissa sorters ideella skador. I frågan om en person kan man bli ersatt för sveda och värk under själva den akuta sjukdomstiden och för senare mer varaktiga följder – så kallade lyte och men. Detta kan innebära inskränkt rörelseförmåga, möjlighet till fritidssysselsättningar, ett utseende som vanställts eller liknande.
Den ideella skadan syftar också på olägenheter som orsakas av skadan. De kan syfta på mer allmänna besvär i ens arbete, extraordinära resekostnader för en invalidiserad eller annat.
Ett brottsoffer kan få skadestånd för lidande. Detta gäller bland annat vid våldtäkt eller andra sexualbrott, frihetsberövande, annat ofredande, olaga diskriminering och ärekränkning. En sådan ersättning är däremot inte aktuell i samband med sörjande efter någon som dödats.
Kränkning är en ideell skada. Den kräver inte att man blivit fysiskt skadad, utan psykisk skada är nog.
Enligt ip-rätten och immaterialrätten kan man också få ideellt skadestånd. Däremot får man inget skadestånd för affektionsvärdet hos en sak som blivit skadad.